# NGC 7751
NGC 7751 é uma galáxia espiral (S) localizada na direcção da constelação de Pisces. Possui uma declinação de +06° 51' 43" e uma ascensão recta de 23 horas, 46 minutos e 58,4 segundos.
A galáxia NGC 7751 foi descoberta em 27 de Setembro de 1785 por William Herschel.